# Indrek Peil
Pour les articles homonymes, voir Peil.
Indrek Peil (né le 18 mars 1973 à Tallinn) est un architecte estonien.

## Biographie
De 1988 à 1991, il est élève du lycée de Nõmme à Tallinn (et).
De 1992 à 1998, il étudie au département d'architecture et urbanisme de l'académie estonienne des arts.

## Ouvrages
- Musée des Occupations, Toompea tänav 8, Tallinn, 2003 (avec Siiri Vallner)
- Salle des sports de Lasnamäe (et), Lasnamäe, Tallinn, 2003 (avec Siiri Vallner et Tomomi Hayashi)
- Monument commémoratif du parc de Kopli, 2005 (avec Siiri Vallner)
- Maison individuelle, Paldiski, 2007 (avec Siiri Vallner)
- Maison individuelle, Tiskre, Rannamõisa tee 44c, Tallinn, 2006 (avec Siiri Vallner)
- Jardin d'enfants, Tartu, 2008 (avec Siiri Vallner)
- Collège de la santé, Tartu, 2011 (avec Siiri Vallner)
- Collège de l'université de Tartu, Place de l’hôtel de ville 2, Narva, 2012 (avec Siiri Vallner et Katrin Koov)
- Résidence Männiku, Männiku tee 92, Tallinn, 2012 (avec Siiri Vallner)
- Collège de l'université de Tartu, Place de l’hôtel de ville 2, Narva, 2012 (avec Siiri Vallner et Katrin Koov)
- Bouilloire culturelle[2], North 27a pst, Tallinn, 2015 (avec Siiri Vallner)
- Maisons familiales de l'orphelinat, Kuressaare

## Galerie

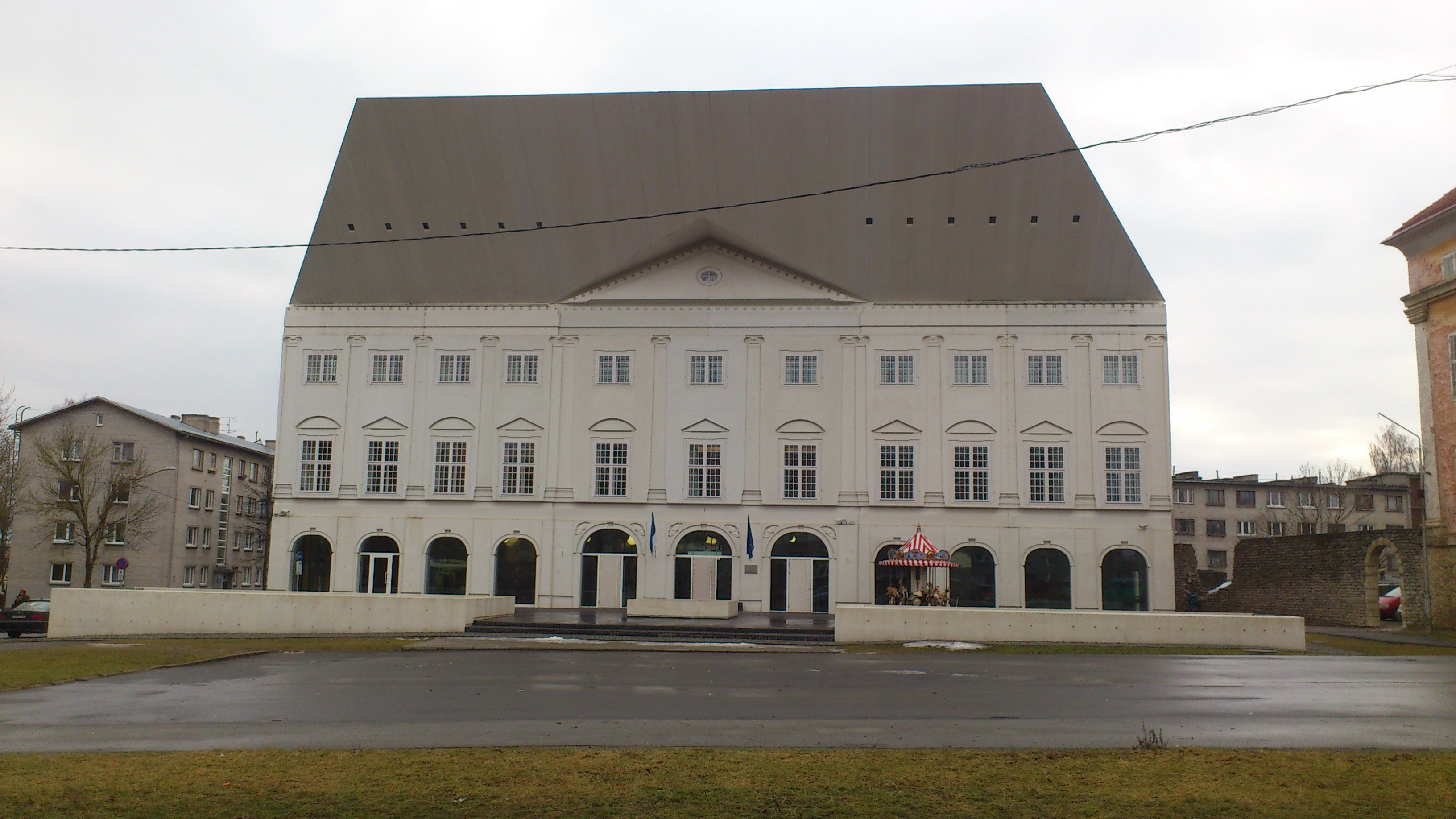
Collège de l'université de Tartu, Narva
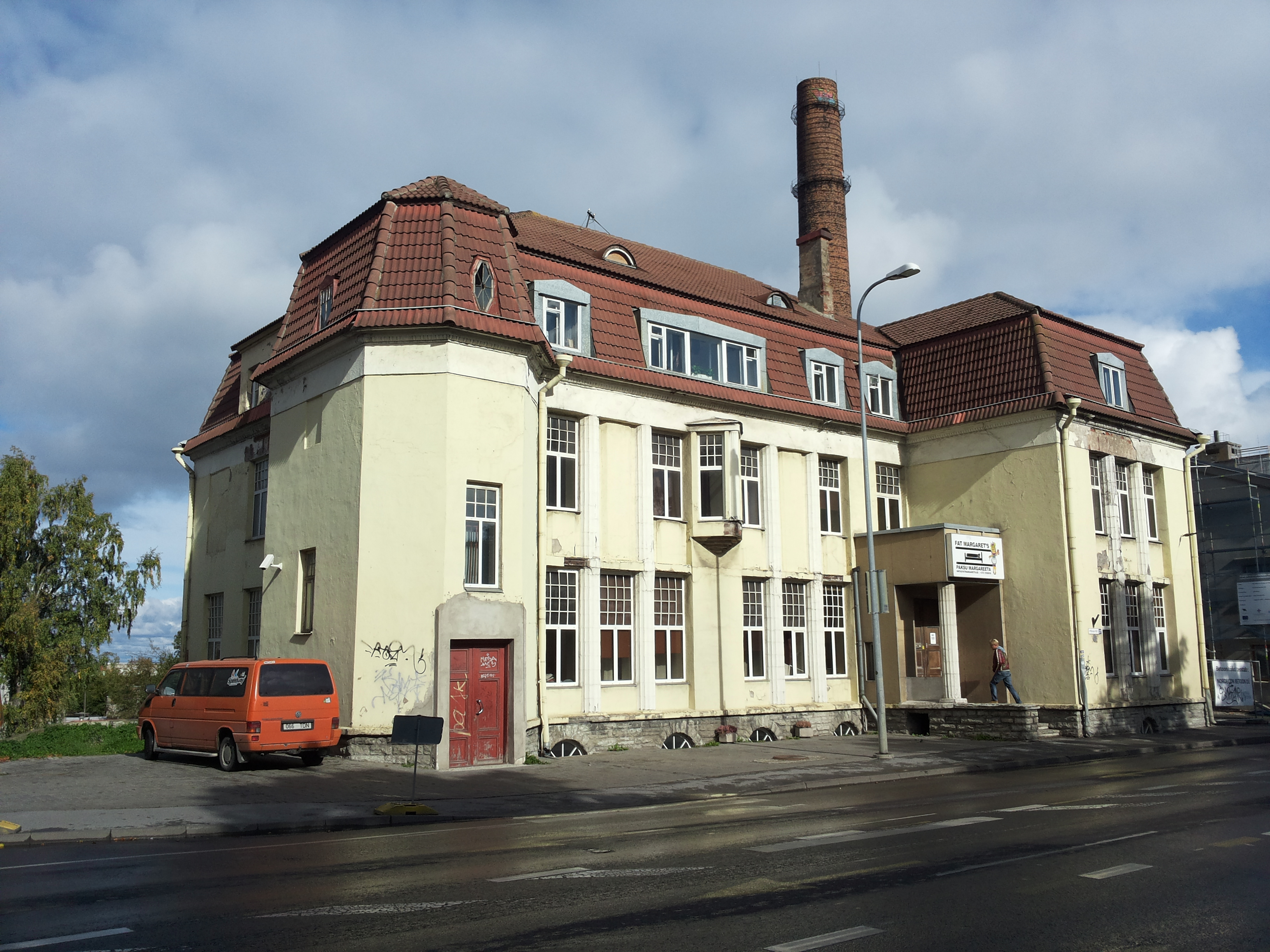
Bouilloire culturelle, Tallinn